# Craunel
Craunel (wł. Cima Roccapiana)  – szczyt w paśmie Nonsberg, w Alpach Wschodnich. Leży w regionie Trydent-Górna Adyga, w północnych Włoszech.